# Aleksy Rejchel
Aleksy Rejchel (ros. Алексей Казимирович Рейхель; ur. 22 września 1833 – zm. 9 maja 1871 w Petersburgu) – chemik, profesor Instytutu Technologicznego w Petersburgu.

## Życie
W latach 1847–1851 uczęszczał do V gimnazjum w Petersburgu. Po jego ukończeniu studiował technologię i chemię u profesora Iljenkowa na ówczesnym Wydziale Nauk Kameralnych Uniwersytetu Petersburskiego (1851-1855). W 1855 r. uzyskał stopień kandydata, po czym przez pewien czas udzielał korepetycji. Naukę kontynuował za granicą, skąd wysyłał korespondencję do czasopisma „Журнал мануфактур и торговли”. Po powrocie do Petersburga był dyrektorem prywatnej fabryki. Od 1860 roku pracował w Instytucie Technologicznym w Petersburgu, najpierw jako opiekun studentów, od sierpnia 1861 był starszym nauczycielem, a od 1862 profesorem technologii chemicznej. W latach 1862–1868 był dziekanem, z której to funkcji zrezygnował z powodu złego stanu zdrowia. W 1870 r. mianowany został rzeczywistym radcą stanu i członkiem Rady Ministerstwa Dóbr Państwowych.
Opracował i opublikował w formie litografii wykłady, które wygłosił: na temat rozwoju torfu i produktów jego suchej destylacji, na temat produkcji skór, pokostów, farbowania, olejowania, smołowania, drutu, cukru buraków i artykułów piśmiennych. Ponadto opublikował także prace: „Сухая перегонка дерева” i „Обзор литературы писчебумажного производства”, Petersburg. 1860.
Pochowany na prawosławnym cmentarzu smoleńskim w Petersburgu.

## Życie prywatne
Urodzony w rodzinie inteligenckiej, syn inżyniera komunikacji Kazimierza (1797-1870) i Anny Andriejewny z domu Tatarinowej,

## Literatura
- Пётр Михайлович Майков, Рейхель, Александр Казимирович, Русский биографический словарь, т. 16,Санкт-Петербург 1913, с. 28-29